# Hatebreed

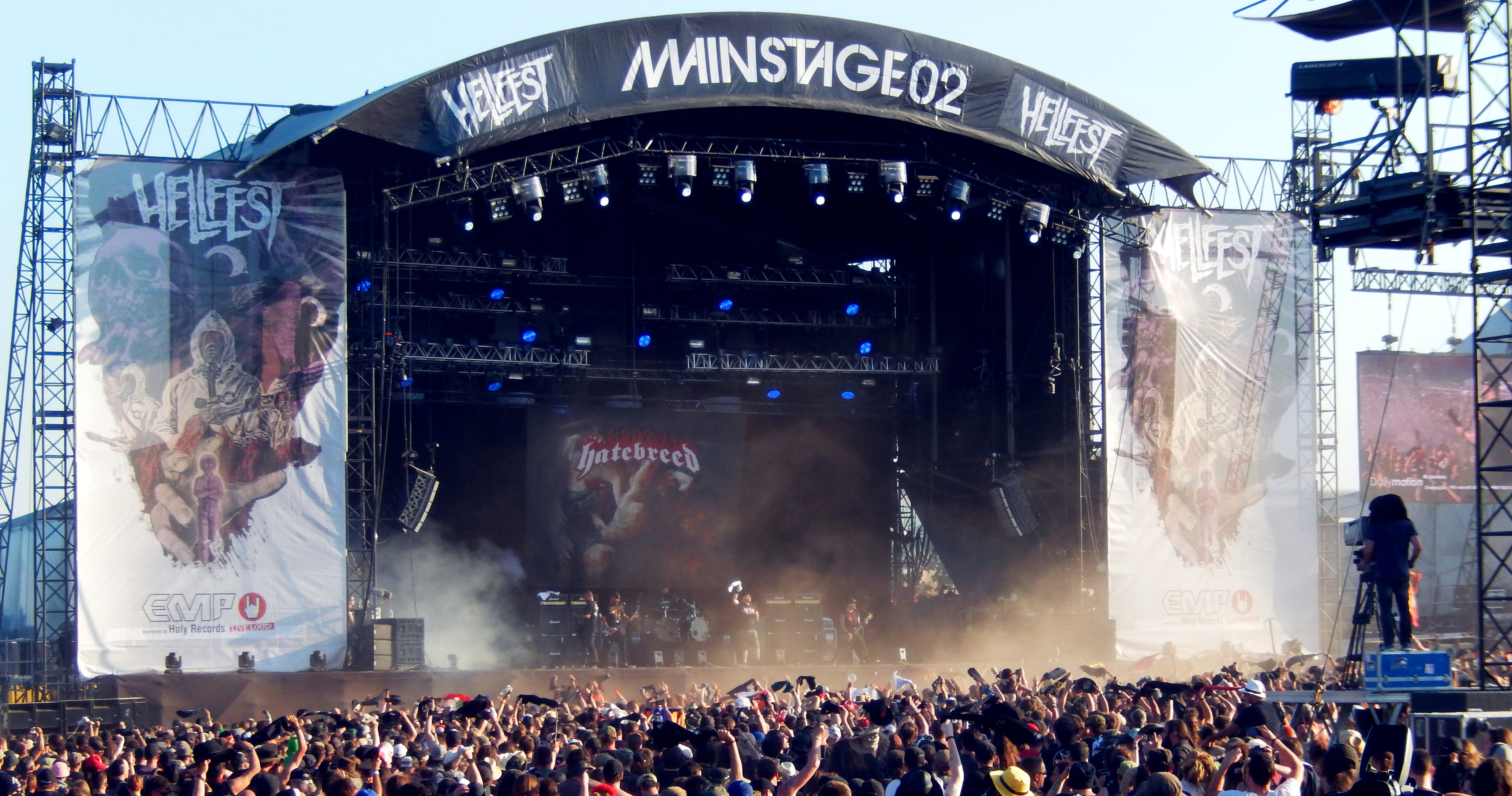
Hatebreed au Hellfest 2014

Hatebreed est un groupe américain de metal hardcore, originaire de Bridgeport, dans le Connecticut. Le groupe est formé en novembre 1994 par Jamey Jasta, Dave Russo, Larry Dwyer et Chris Beattie. Influencé par le thrash metal et le punk, le groupe est devenu l'un des précurseurs du metalcore américain dans les années 2000.

## Biographie
Hatebreed se forme à Bridgeport dans le Connecticut, influencé par la scène hardcore new-yorkaise avec des groupes comme Agnostic Front, Cro-Mags ou encore par des grands noms du thrash metal américain tel que Metallica, Slayer ou par Sepultura, le groupe commence à enregistrer une démo trois titres, puis un premier EP intitulé Under The Knife sur le label indépendant Smorgasbord Records en 1996, au passage le groupe recrute un second guitariste, Wayne Lozniak. Ce premier EP passe inaperçu, ce n'est qu'avec leur premier album publié en 1997 Satisfaction Is the Death of Desire que Hatebreed se fait remarquer, AllMusic affirmant que « le résultat est un album furieux, encore plus dur que ce que Slayer n'ait jamais fait en une décennie. » La critique en général souligne le premier effort du groupe, appelant cet album un classique du hardcore,. Pour cet album le groupe connait déjà quelque changement, tout d'abord Dwyer est remplacé à la guitare par Loue Richards, Jamie Pushbutton remplace Dave Russo à la batterie et Lozniak est remplacé par Matt McIntosh comme second guitariste.
Hatebreed sort ensuite de la scène hardcore de la côte Est pour tourner avec des groupes connus mondialement tels que Slayer, Deftones ou encore Napalm Death, élargissant ainsi ses fans à des gens non accoutumés au punk hardcore du groupe. Ainsi en 2002 le groupe sort son second album intitulé Perseverance et signe par la même occasion avec une major, Universal. La critique salue le chant de Jamey Jasta, et la rage et la puissance du son. Kerry King, guitariste de Slayer, collabore même avec le groupe ajoutant un solo sur la chanson Final Prayer. Autre changement de membres, McIntosh est remplacé par Sean Martin à la guitare, et côté batterie trois batteurs se succèdent Rigg Ross (Skarhead, Madball) remplace Pushbutton en 1999 avant l'arrivée de Matt Byrne (All Out War) en 2000.
La renommée du groupe est alors de plus en plus grande, Jasta présente même la nouvelle version de Headbangers Ball sur MTV2, chaine sœur de MTV. En 2002, Lou Boulder Richards quitte le groupe. Hatebreed restera sans guitariste jusqu'à la sortie de Supremacy où Frank 3 Gun (Ringworm, Terror) rejoint le groupe. Hatebreed sort l'année suivante, en 2003, l'album The Rise of Brutality, le single This is Now passant souvent dans l'émission Headbangers Ball. Le webzine Asice affirmant que « la musique est encore plus rapide et lourde que sur Perseverance. »
En 2009, peu avant la sortie de For the Lions, Sean Martin annonce son départ du groupe après près d'une décennie de bon et loyaux services. La raison principale est son souhait de s'occuper à plein temps de son salon de tatouage (Brass City Tattoo). Il sera remplacé à son poste par Wayne Lozinak, un retour en grâce pour l'ancien guitariste de Hatebreed. Il apparait notamment dans le DVD de Hatebreed Live Dominance en tant que roadie et sur l'album Blackened avec Chris Beattie et Dave Russo[réf. nécessaire].
Le groupe termine l'enregistrement de leur album The Divinity of Purpose, qu'il publie le 29 janvier 2013. La couverture est créée par Eliran Kantor (Testament, Sodom).
Le 13 mai 2016 paraît l'album The Concrete Confessional, septième disque studio de Hatebreed qui sort chez Nuclear Blast Entertainment et est produit par Chris « Zeuss » Harris.
Le 17 juin 2016, le groupe est à l'affiche du Hellfest sur la Main Stage 2.
Le 9 juin 2017, Hatebreed se produit lors de la deuxième édition du Download Festival Paris au Plessis-Pâté.
Le 27 novembre 2020 paraît le huitième album studio du groupe, Weight Of The False Self. Dans une interview accordée à Hard Force Magazine en pleine période de pandémie, le guitariste Wayne Lozinak déclare : "L’’album devait sortir en mai... On devrait être en tournée en ce moment. Je suis déjà content qu’on ait pu sortir l’album avant l’année prochaine. C’est déjà une bonne chose ! Toutes les paroles ont été écrites par Jamey Jasta et le message principal est l’optimisme. Si vous voulez que les choses changent, il faut vous mettre au travail et ne pas attendre que les autres le fassent pour vous."
Dans sa chronique du disque, Laurent Karila écrit : "Dans « Weight Of The False Self », vous avez un ange sur une épaule et le diable sur l’autre et il n’y a aucune ambivalence, les deux headbanguent en rythme, à se briser les cervicales, sur ce hardcore teinté de thrash et de heavy metal. Bon sang ! Que ça fait du bien dans ce monde pandémique !"

## Style musical et influences
Le style musical de Hatebreed est considéré comme du metalcore, (ou du hardcore metallique). Le groupe est souvent crédité pour avoir lancé le genre, en s'inspirant et en mélangeant des sous-genres du punk hardcore et du heavy metal comme le thrash metal, en parallèle à d'autres groupes des années 1990 comme Earth Crisis, All Out War, Integrity et Converge. Groupe important de la scène hardcore, le groupe fait également partie de la scène metal. Hatebreed décrit leur propre style sous le terme de « hardcore metal » et leur chanteur Jamey Jasta de « hardcore à la Celtic Frost ».
Hatebreed s'inspire de groupes comme Metallica, Pantera, Slayer, Madball, Subzero, Agnostic Front, Napalm Death, Overkill, Cro-Mags, Misfits, Suicidal Tendencies, Black Flag, Sepultura, Celtic Frost, Sick of It All, Mercyful Fate, Biohazard, Entombed et Motörhead,,.

## Membres

### Membres actuels
- Jamey Jasta – chant (depuis 1994)
- Chris Beattie – guitare basse (depuis 1994)
- Wayne Lozinak – guitare (1994–1996, depuis 2009)
- Matt Byrne – batterie (depuis 2001)
- Frank Novinec – guitare (depuis 2006)

### Anciens membres
- Larry Dwyer, Jr. – guitare (1994–1996)
- Dave Russo – batterie (1994–1996)
- Nick « Nickel P » Papantoniou – batterie (1996–1997)
- Matt McIntosh – guitare (1996–1999)
- Lou « Boulder » Richards – guitare (1996–2002 ; décédé)
- Jamie « Pushbutton » Muckinhaupt – batterie (1997–1999)
- Rigg Ross – batterie (1999–2001)
- Sean Martin – guitare (1999–2009)